# Тейт, Джефф
Джеффри Уэйн «Джефф» Тейт (англ. Geoffrey Wayne «Geoff» Tate; род. 14 января 1959, Штутгарт) — американский вокалист, известный прежде всего как фронтмен группы Queensrÿche с момента основания до 2012 года.

## Биография

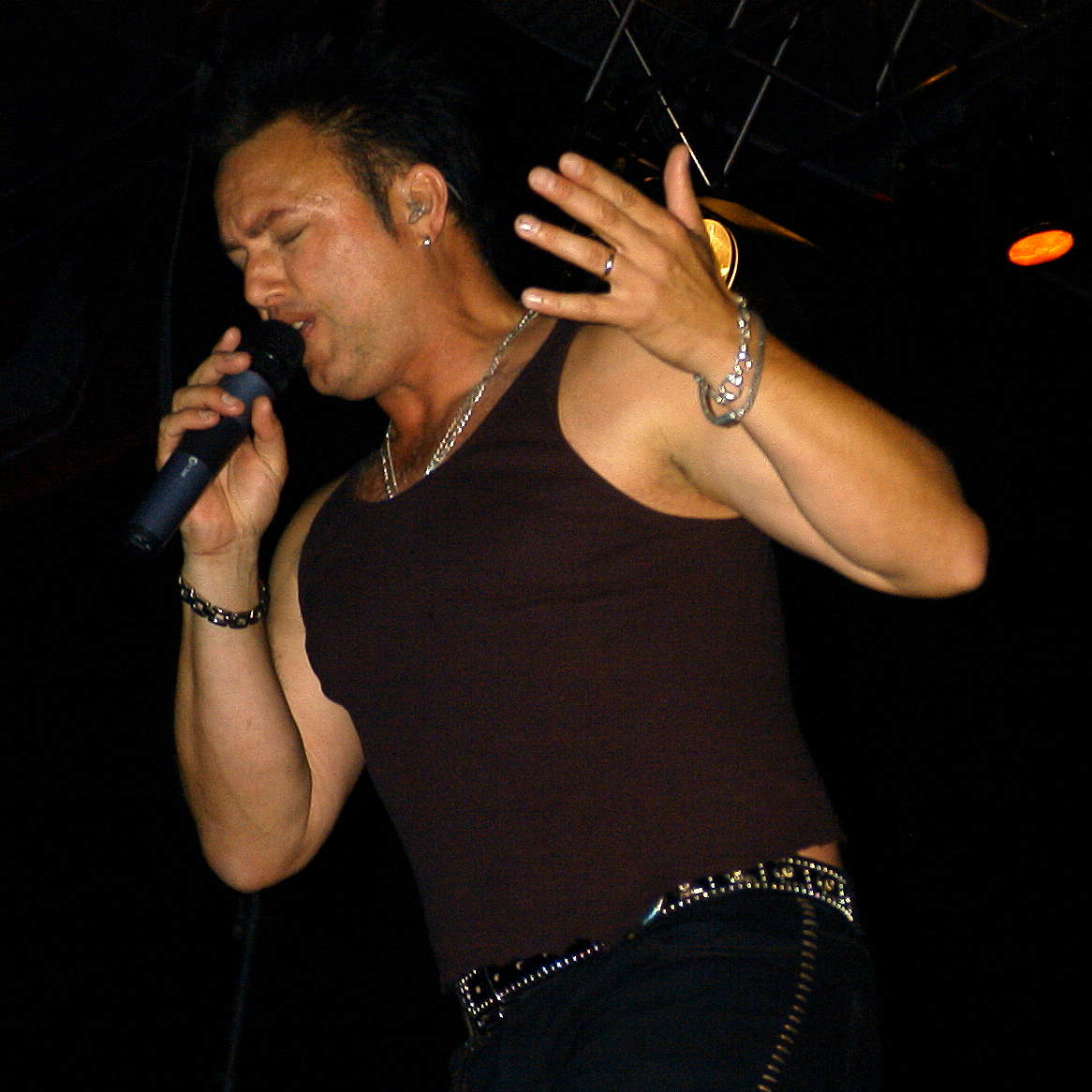
Geoff Tate, 2004.

Джеффри Уэйн Тейт родился в Штутгарте, вырос в Такоме. Начал свою музыкальную карьеру в составе прог-роковой группы Myth, где участвовал в качестве вокалиста и клавишника. К группе Queensrÿche он присоединился в 1981 году. У группы к этому времени уже была готова первая демозапись, но одной из песен по-прежнему недоставало текста — «The Lady Wore Black» стала первой композицией, в написании которой принял участие Джефф. По словам самого Тейта, он никогда не был металлистом: в начале музыкальной карьеры Ultravox и Thompson Twins оказали на него куда большее влияние, чем любая из групп, исполняющих хэви-метал.
Очень скоро музыкант приобрёл широкую известность не только благодаря широкому диапазону своего голоса, но и во многом из-за написания песен на социальную тематику. Тематика «гражданской сознательности» была впервые предложена на альбоме Operation: Mindcrime, получила развитие на Empire и достигла апогея на Promised Land.
В 2002 году он записал сольный альбом, который был издан компанией Sanctuary Records.
Примерно в это же время в прессе появились слухи, что совместно с Робом Хэлфордом (Judas Priest) и Брюсом Дикинсоном (Iron Maiden) он примет участие в проекте The Three Tremors. Однако из-за постоянной занятости музыкантов в их основных проектах, эта идея так и не была реализована.
В 2004 году Тейт был назначен членом правления Американской ассоциации звукозаписывающих компаний.
В июне 2012 года Тейт покинул Queensrÿche из-за творческих разногласий. Из-за неурегулированных с бывшими коллегами по группе прав на её название по судебному решению вокалист получил право использовать брэнд до апреля 2014 года, в результате чего некоторое время существовало два коллектива Queensrÿche — собственно группа с новыми фротменом Тоддом ла Торре, и группа Тейта. С 28 апреля 2014 года Тейт потерял все права на название Queensrÿche, кроме исполнения альбомов Operation: Mindcrime и Operation: Mindcrime II во всей их полноте.
В 2015 году он был приглашен в качестве гостя Тобиасом Самметом на новый альбом Avantasia.

## Голос
По версии журнала Classic Rock, Тейт занимает 51-е место в рейтинге величайших фронтменов рок-музыки. Турецкий журнал Headbang удостоил его 16-й позиции в списке лучших вокалистов рока и метала всех времён. Многие современные исполнители называют Тейта в числе самых влиятельных вокалистов современности. Сам же музыкант утверждает, что на него оказали влияние Энн Уилсон (Heart), Иэн Гиллан и Дэвид Боуи.

## Личные данные
Тейт женат, у него есть четыре дочери — Миранда, Сабра, Белла и Эмили. Его жена, Сюзанна, является менеджером группы, старшая дочь Миранда в июле 2009 года вышла замуж за нового гитариста группы Queensrÿche — Паркера Лундгрена (англ. Parker Lundgren), а младшая, Эмили, приняла участие в записи песни «Home Again» с альбома American Soldier.
К своим основным увлечениям музыкант относит парусный спорт, которым музыкант занимается с 10 лет, кулинарию, а также чтение книг на различную тематику — антропология, философия, альтернативные религии и спиритуализм. В феврале 2009 года Тейт совместно с винным заводом Three Rivers выпустил собственную винную марку «Insania», которая была выпущена ограниченным тиражом — всего расфасовано было лишь 190 ящиков.